# Tumànovo
Tumànovo (en rus: Туманово) és un poble de l'óblast de Sakhalín, a l'Extrem Orient de Rússia, que el 2013 tenia 5 habitants. Pertany al districte de Makàrov.